# Colombes
Colombes település Franciaországban, Hauts-de-Seine megyében. Lakosainak száma 90 692 fő (2022. január 1.). Colombes Nanterre, Bezons, Argenteuil, Gennevilliers, Asnières-sur-Seine, Bois-Colombes és La Garenne-Colombes községekkel határos.

## Népesség
A település népességének változása:
| Lakosok száma | 85 102 | 84 577 | 85 199 | 85 368 | 85 177 | 86 052 | 86 534 | 86 775 | 88 870 | 90 692 |
|               | 2011   | 2013   | 2015   | 2016   | 2017   | 2018   | 2019   | 2020   | 2021   | 2022   |